# Кэптен Сенсибл
Рэймонд Бернс (англ. Raymond Burns, род. 24 апреля 1954 года), более известный под сценическим псевдонимом Кэптен Сенсибл (англ. Captain Sensible) — британский рок-музыкант и автор песен, наибольшую известность получивший как бас-гитарист и один из основателей в 1976 году панк-группы The Damned. После ухода из состава Кэптен Сенсибл продолжил сольную карьеру, успешно начатую ещё в 1982 году, когда его версия песни «Happy Talk» вышла синглом, поднявшимся на вершину британского хит-парада.
В 2018 году Кэптен Сенсибл рассказал журналу Prog о своей неудачной попытке на BBC Radio 4 в 1980-х рассказать миру о психоделических экспериментаторах Egg из Кентербери и подтвердил, что ему по-прежнему нравятся их три альбома.

## Биография
Рэймонд Иэн Бёрнс родился 24 апреля в Бэлхеме, Лондон. В юности он был участником группы Oasis, специализировавшейся на кавер-версиях, затем вошёл в состав Johnny Moped и, наконец, в 1976 году присоединился к The Damned по приглашению барабанщика Рэта Скэбиса. В группе Сенсибл был гитаристом, бас-гитаристом и клавишником, а после ухода Брайана Джеймса — и основным автором.
В 1982 году Сенсибл возглавил UK Singles Chart с первым же сольным релизом, кавер-версией «Happy Talk», песней Роджерса-Хаммерстайна из мюзикла South Pacific. Впоследствии в хит-парад входили также «Wot?», «One Christmas Catalogue» и «Glad It’s All Over» (песня, протестовавшая против Фолклендской войны). После ухода из A&M Records он продолжал записываться для различных независимых лейблов (Deltic Records, Humbug Records).
В 1996 году Кэптен Сенсибл вернулся в The Damned (после ухода оттуда Скэбиса) и принял участие (в качестве и соавтора нескольких песен) в работе над Grave Disorder, первым студийным альбомом группы за восемь лет, который вышел в 2001 году. Ещё семь лет спустя он записал с The Damned альбом So, Who's Paranoid?.
Кэптен Сенсибл — участник супергруппы Dead Men Walking, в состав которой входят также Майк Питерс (The Alarm), Кёрк Брэндон (Spear of Destiny), Слим Джим Фантом (Stray Cats, The Dr Spacetoad Experience).

### Политическая деятельность
До 2006 года Кэптен Сенсибл был членом Партии Зеленых (англ. Green Party of England and Wales). В сентябре 2006 году он образовал собственную политическую партию Blah! Party, в официальном заявлении которой говорилось: «Политика умерла. Британская общественность не голосует, потому что партии полностью игнорируют её мнение. В настоящий момент единственный реальный метод массового протеста против этого состоит в неучастии в голосовании, из-за чего численность принимающих участие в выборах постоянно падает. Но мы считаем, что голосование — важная часть демократического процесса и хотим, чтобы Blah! Party стала протестной партией, каналом, при посредстве которого граждане Великобритании могли бы выразить разочарованность бессмысленностью происходящего и протест против правительства и существующего набора политических партий». В 2006 году партия заключила контракт на спонсорство с Seabrook Crisps.

## Сольные альбомы
- Women and Captains First (1982)
- The Power of Love (1983)
- Revolution Now (1989)
- The Universe of Geoffrey Brown (1993)
- Live at the Milky Way (1994)
- Meathead (1995)
- Mad Cows and Englishmen (1996)